# Sophora bakeri
Sophora bakeri är en ärtväxtart som beskrevs av David Prain. Sophora bakeri ingår i släktet soforor, och familjen ärtväxter. Inga underarter finns listade i Catalogue of Life.